# Ilha de Bute

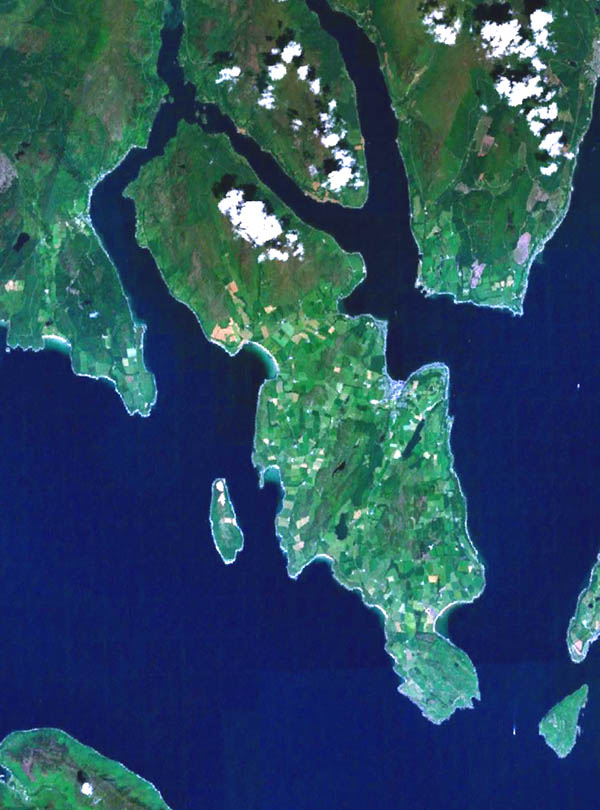
Imagem obtida por satélite da Isle of Bute. A oeste da costa de Bute está a pequena ilha de Inchmarnock e a lesye a ilha de Little Cumbrae.

A ilha de Bute (Eilean Bhòid em gaélico; Isle of Bute em inglês) é uma pequena ilha costeira sita na parte inferior do Firth of Clyde, na Escócia. Anteriormente parte do condado escocês de Buteshire, faz agora parte do distrito de Argyll e Bute. No recenseamento de 2001 (com trabalhos de campo realizados em Abril 2001) tinha uma população residente de 7 228 habitantes. Muitas das residências da ilha são casas de férias, utilizadas apenas durante o Verão, pelo que se estima que a população residente durante todo o ano seja inferior a 5 000 habitantes.

## Geografia
Bute localiza-se no Firth of Clyde. A única vila da ilha, Rothesay, está ligada à costa vizinha por uma linha de ferry. As outras povoações na ilha são:
- Ascog
- Ardbeg
- Kerrycroy
- Kilchattan Bay
- Kingarth
- Port Bannatyne
- Straad
- Rhubodach